# Serge Heijnen
Serge Heijnen (Schinnen, 6 maart 1994) is een Nederlands handbalspeler die sinds 2012 uitkomt voor de Limburg Lions.

## Biografie
Serge Heijnen begon met handbal in Schinnen bij HV Zwart-Wit en speelde vervolgens bij BFC. Bij BFC speelde hij in het eerste team totdat hij BFC verruilde voor de Limburg Lions. Begin  2016 scheurde Serge Heijnen zijn voorste knieband af tijdens een wedstrijd tegen HV Hurry-Up, hierdoor kon hij 9 maanden niet handballen. In december 2016, bij zijn rentree tegen Quintus in de BENE-League scheurde hij weer na dertien minuten zijn voorste kruisband af en moest weer revalideren. Eind 2018 was hij weer fit. In 2022 stopte Heijnen met zijn handbal carrière. 